# Motorrad-Weltmeisterschaft 1961

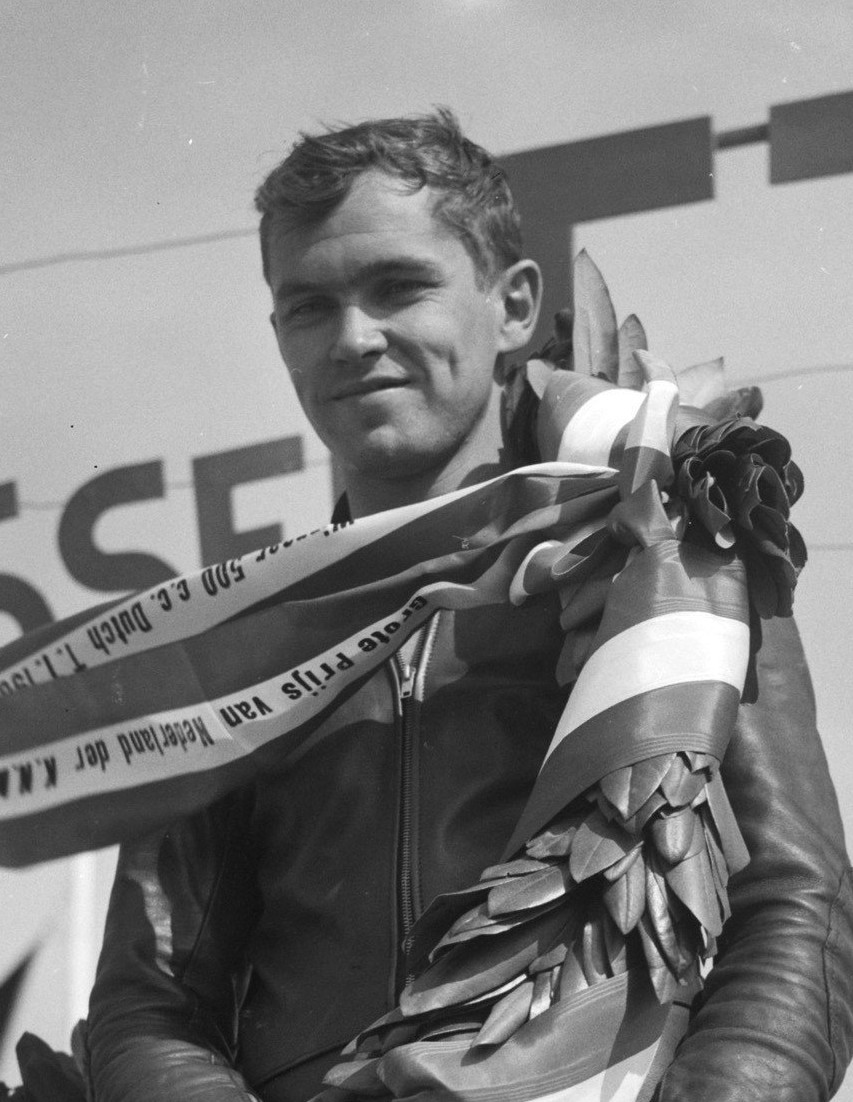
350-cm³- und 500-cm³-Weltmeister Gary Hocking nach seinem Sieg bei der Durch TT

Die Motorrad-WM-Saison 1961 war die 13. in der Geschichte der FIM-Motorrad-Straßenweltmeisterschaft.
In der Klasse bis 500 cm³ wurden zehn, in der Klassen bis 350 cm³ sieben, in den Klassen bis 250 cm³ und bis 125 cm³ elf sowie bei den Gespannen sechs Rennen ausgetragen.

## Punkteverteilung
| Punktewertung | Punktewertung | Punktewertung | Punktewertung | Punktewertung | Punktewertung | Punktewertung |
| ------------- | ------------- | ------------- | ------------- | ------------- | ------------- | ------------- |
| Platz         | 1             | 2             | 3             | 4             | 5             | 6             |
| Punkte        | 8             | 6             | 4             | 3             | 2             | 1             |

- Die Zahl gewerteter Läufe wurde bei gerader Anzahl an ausgetragenen Rennen berechnet, indem man diese Anzahl halbierte und dann mit eins addierte. Bei sechs Rennen gingen also vier in die WM-Wertung ein.
- Wurde eine ungerade Zahl Rennen ausgetragen, wurde die Zahl der Läufe mit eins addiert und dann halbiert. Bei sieben Rennen gingen somit vier in die Wertung ein.

## Wissenswertes

### Todesfälle
- Am 30. April 1961 verunglückten die Sieger des ersten WM-Laufes der Gespanne, Helmut Fath und Beifahrer Alfred Wohlgemuth, im Eifelrennen auf dem Nürburgring schwer. Wohlgemuth erlag seinen Verletzungen, Fath konnte wegen eines langen Krankenhausaufenthalts in der Saison nicht mehr starten.
- Am 16. Juni 1961 verunfallte der Brite Ralph Rensen im Rennen der Senior TT und erlag wenig später seinen schweren Genickverletzungen.
- Der Australier Ron Miles erlag am Abend des 9. August 1961 seinen am selben Tag bei einem Sturz im 350-cm³-Training zum Ulster Grand Prix erlittenen Verletzungen.

## 500-cm³-Klasse

### Rennergebnisse
|    | Datum  | Rennen                 | Strecke           | Platz 1        | Platz 2              | Platz 3           | Schn. Rennrunde      |
| -- | ------ | ---------------------- | ----------------- | -------------- | -------------------- | ----------------- | -------------------- |
| 1  | 14.05. | 25. GP von Deutschland | Hockenheim        | Gary Hocking   | Frank Perris         | Hans-Günter Jäger | Gary Hocking         |
| 2  | 21.05. | GP von Frankreich      | Clermont-Ferrand  | Gary Hocking   | Mike Hailwood        | Antoine Paba      | Gary Hocking         |
| 3  | 16.05. | 43. Isle of Man TT     | Mountain Course   | Mike Hailwood  | Bob McIntyre         | Tom Phillis       | Gary Hocking         |
| 4  | 24.06. | 31. Dutch TT           | Assen             | Gary Hocking   | Mike Hailwood        | Bob McIntyre      | Gary Hocking         |
| 5  | 02.07. | 34. GP von Belgien     | Spa-Francorchamps | Gary Hocking   | Mike Hailwood        | Bob McIntyre      | Gary Hocking         |
| 6  | 30.07. | 4. GP der DDR          | Sachsenring       | Gary Hocking   | Mike Hailwood        | Bert Schneider    | Gary Hocking         |
| 7  | 12.08. | 33. Ulster GP          | Dundrod           | Gary Hocking   | Mike Hailwood        | Alastair King     | Gary Hocking         |
| 8  | 03.09. | 39. GP der Nationen    | Monza             | Mike Hailwood  | Alastair King        | Paddy Driver      | Gary Hocking         |
| 9  | 17.09. | GP von Schweden        | Kristianstad      | Gary Hocking   | Mike Hailwood        | Frank Perris      | Gary Hocking         |
| 10 | 15.10. | GP von Argentinien     | Buenos Aires      | Jorge Kissling | Juan Carlos Salatino | Frank Perris      | Juan Carlos Salatino |

### Fahrerwertung
| 1  | Gary Hocking         | MV Agusta          | 48 (56) |
| 2  | Mike Hailwood        | Norton / MV Agusta | 40 (55) |
| 3  | Frank Perris         | Norton             | 16      |
| 4  | Bob McIntyre         | Norton             | 14      |
| 5  | Alistair King        | Norton             | 13      |
| 6  | Bert Schneider       | Norton             | 9       |
| 7  | Jorge Kissling       | Matchless          | 8       |
| 8  | Ron Langston         | Matchless          | 7       |
| 9  | Juan Carlos Salatino | Norton             | 6       |
| 10 | Paddy Driver         | Norton             | 5       |
|    | Mike Duff            | Matchless          | 5       |
| 12 | Hans-Günter Jäger    | BMW                | 4       |
|    | Antoine Paba         | Norton             | 4       |
|    | Tom Phillis          | Norton             | 4       |
| 15 | Gyula Marsovszky     | Norton             | 3       |
|    | Phil Read            | Norton             | 3       |

|    | John Farnsworth  | Norton    | 3 |
|    | Alberto Pagani   | Norton    | 3 |
|    | Juan Perkins     | Norton    | 3 |
|    | Jack Findlay     | Norton    | 3 |
| 21 | Ernst Hiller     | BMW       | 2 |
|    | Fritz Messerli   | Matchless | 2 |
|    | Peter Chatterton | Norton    | 2 |
|    | Eduardo Salatino | Norton    | 2 |
| 25 | Lothar John      | BMW       | 1 |
|    | Roland Föll      | Matchless | 1 |
|    | Tony Godfrey     | Norton    | 1 |
|    | Ron Miles (†)    | Norton    | 1 |
|    | Anssi Resko      | Norton    | 1 |
|    | Tom Thorp        | Norton    | 1 |
|    | Peter Pawson     | Norton    | 1 |
|    | Horacio Costa    | Norton    | 1 |

(Punkte in Klammern inklusive Streichresultate)

### Konstrukteurswertung

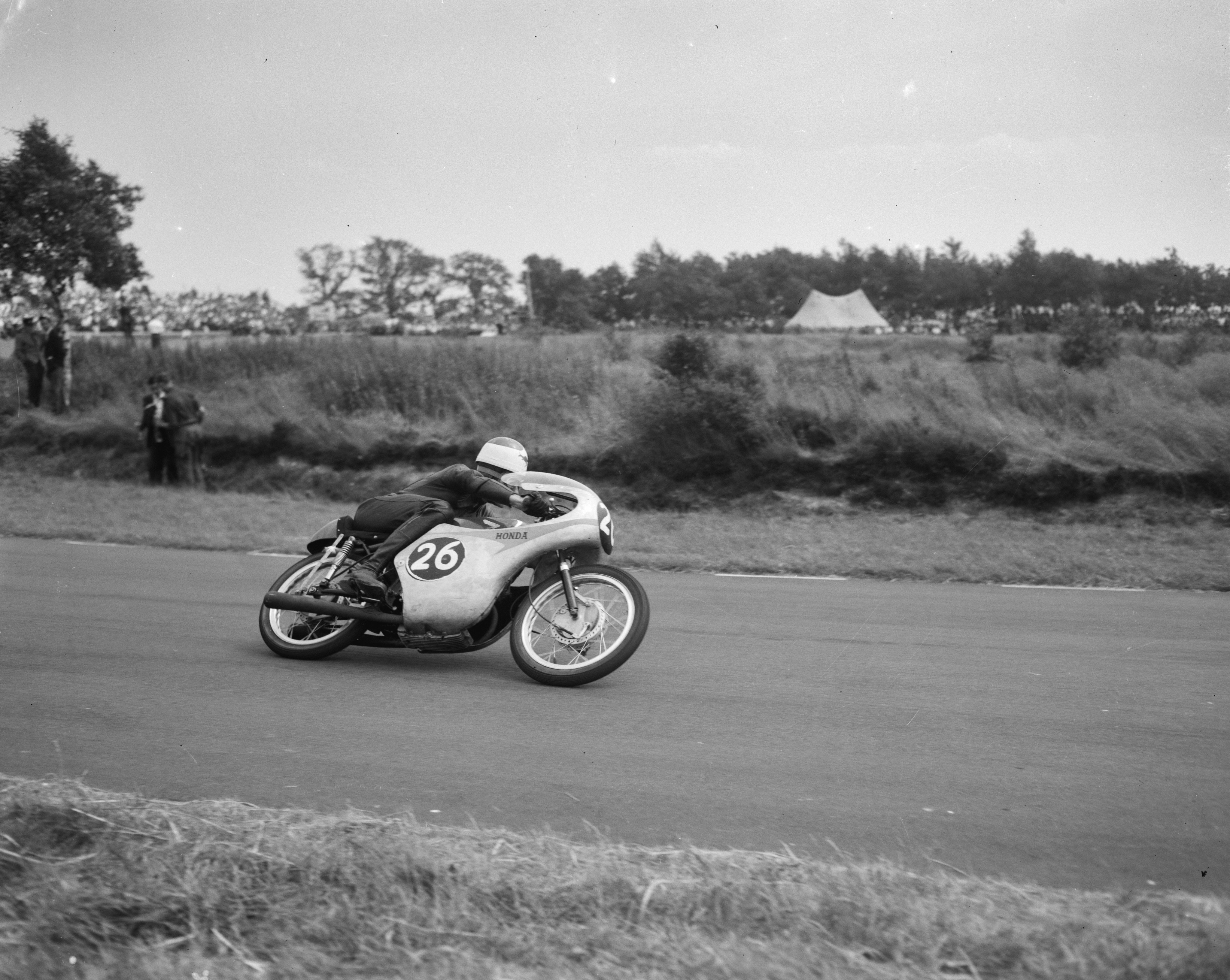
125-cm³-Weltmeister Tom Phillis bei der Dutch TT

| 1 | MV Agusta | 48 (64) |
| 2 | Norton    | 38 (60) |
| 3 | Matchless | 20      |
| 4 | BMW       | 4       |

(Punkte in Klammern inklusive Streichresultate)

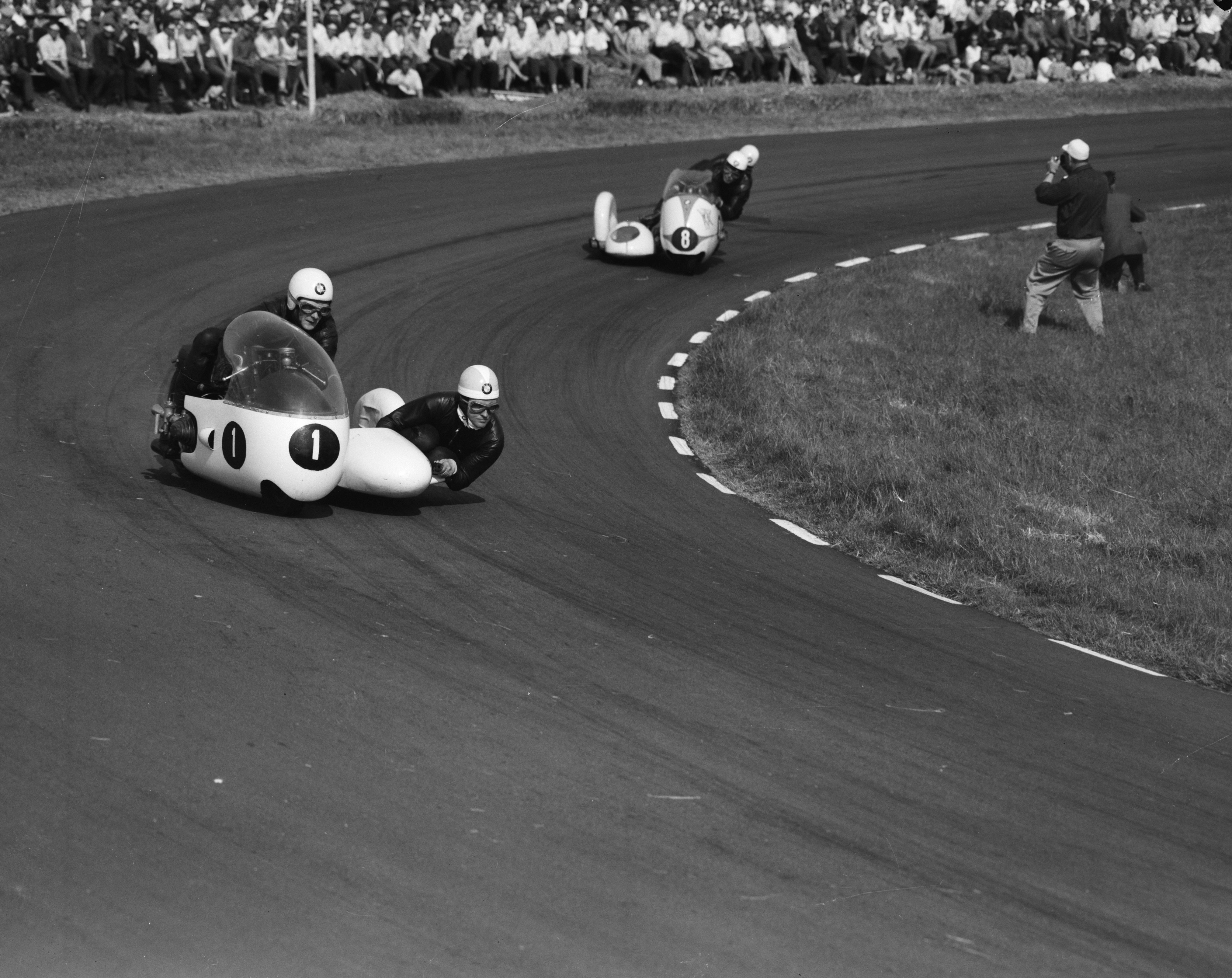
Harris/Campbell (Nr. 1) gefolgt von Deubel/Hörner (Nr. 8) bei der Dutch TT

## 350-cm³-Klasse

### Rennergebnisse
|   | Datum  | Rennen                 | Strecke         | Platz 1           | Platz 2           | Platz 3           | Schn. Rennrunde   |
| - | ------ | ---------------------- | --------------- | ----------------- | ----------------- | ----------------- | ----------------- |
| 1 | 14.05. | 25. GP von Deutschland | Hockenheim      | František Šťastný | Gustav Havel      | Rudi Thalhammer   | František Šťastný |
| 2 | 16.05. | 43. Isle of Man TT     | Mountain Course | Phil Read         | Gary Hocking      | Ralph Rensen      | Gary Hocking      |
| 3 | 24.06. | 31. Dutch TT           | Assen           | Gary Hocking      | Bob McIntyre      | František Šťastný | Gary Hocking      |
| 4 | 30.07. | 4. GP der DDR          | Sachsenring     | Gary Hocking      | František Šťastný | Bob McIntyre      | Gary Hocking      |
| 5 | 12.08. | 33. Ulster GP          | Dundrod         | Gary Hocking      | Alastair King     | František Šťastný | Gary Hocking      |
| 6 | 03.09. | 39. GP der Nationen    | Monza           | Gary Hocking      | Mike Hailwood     | Gustav Havel      | Gary Hocking      |
| 7 | 17.09. | GP von Schweden        | Kristianstad    | František Šťastný | Gustav Havel      | Tommy Robb        | Gary Hocking      |

### Fahrerwertung
| 1  | Gary Hocking      | MV Agusta | 32 (38) |
| 2  | František Šťastný | Jawa      | 26 (32) |
| 3  | Gustav Havel      | Jawa      | 19      |
| 4  | Phil Read         | Norton    | 13      |
| 5  | Bob McIntyre      | Bianchi   | 10      |
| 6  | Rudi Thalhammer   | Norton    | 7       |
|    | Ralph Rensen (†)  | Norton    | 7       |
| 8  | Alistair King     | Bianchi   | 6       |
| 9  | Mike Hailwood     | MV Agusta | 6       |
| 10 | Ernesto Brambilla | Bianchi   | 5       |
|    | Alan Shepherd     | A.J.S.    | 5       |

| 12 | Tommy Robb       | A.J.S.  | 4 |
| 13 | Derek Minter     | Norton  | 3 |
| 14 | Hans Pesl        | Norton  | 2 |
|    | Silvio Grassetti | Benelli | 2 |
|    | Ron Langston     | A.J.S.  | 2 |
| 17 | Frank Perris     | Norton  | 2 |
|    | Mike Duff        | A.J.S.  | 2 |
| 19 | Roy Ingram       | Norton  | 1 |
|    | Bert Schneider   | Norton  | 1 |
|    | Hugh Anderson    | Norton  | 1 |

(Punkte in Klammern inklusive Streichresultate)

### Konstrukteurswertung
| 1 | MV Agusta | 32 (38) |
| 2 | Jawa      | 26 (36) |
| 3 | Norton    | 18 (22) |
| 4 | Bianchi   | 16      |
| 5 | A.J.S.    | 9       |
| 6 | Benelli   | 2       |

(Punkte in Klammern inklusive Streichresultate)

## 250-cm³-Klasse

### Rennergebnisse
|    | Datum  | Rennen                 | Strecke           | Platz 1             | Platz 2             | Platz 3             | Schn. Rennrunde     |
| -- | ------ | ---------------------- | ----------------- | ------------------- | ------------------- | ------------------- | ------------------- |
| 1  | 23.04. | 11. GP von Spanien     | Montjuïc          | Gary Hocking        | Tom Phillis         | Silvio Grassetti    | Gary Hocking        |
| 2  | 14.05. | 25. GP von Deutschland | Hockenheim        | Kunimitsu Takahashi | Jim Redman          | Tarquinio Provini   | Kunimitsu Takahashi |
| 3  | 21.05. | GP von Frankreich      | Clermont-Ferrand  | Tom Phillis         | Mike Hailwood       | Kunimitsu Takahashi | Gary Hocking        |
| 4  | 12.05. | 43. Isle of Man TT     | Mountain Course   | Mike Hailwood       | Tom Phillis         | Jim Redman          | Bob McIntyre        |
| 5  | 24.06. | 31. Dutch TT           | Assen             | Mike Hailwood       | Bob McIntyre        | Jim Redman          | Mike Hailwood       |
| 6  | 02.07. | 34. GP von Belgien     | Spa-Francorchamps | Jim Redman          | Tom Phillis         | Mike Hailwood       | Jim Redman          |
| 7  | 30.07. | 4. GP der DDR          | Sachsenring       | Mike Hailwood       | Jim Redman          | Kunimitsu Takahashi | Mike Hailwood       |
| 8  | 12.08. | 33. Ulster GP          | Dundrod           | Bob McIntyre        | Mike Hailwood       | Jim Redman          | Bob McIntyre        |
| 9  | 03.09. | 39. GP der Nationen    | Monza             | Jim Redman          | Mike Hailwood       | Tom Phillis         | Mike Hailwood       |
| 10 | 17.09. | GP von Schweden        | Kristianstad      | Mike Hailwood       | Luigi Taveri        | Kunimitsu Takahashi | Jim Redman          |
| 11 | 15.10. | GP von Argentinien     | Buenos Aires      | Tom Phillis         | Kunimitsu Takahashi | Jim Redman          | Tom Phillis         |

### Fahrerwertung
| 1  | Mike Hailwood       | Honda     | 44 (54) |
| 2  | Tom Phillis         | Honda     | 38 (45) |
| 3  | Jim Redman          | Honda     | 36 (51) |
| 4  | Kunimitsu Takahashi | Honda     | 29 (30) |
| 5  | Bob McIntyre        | Honda     | 14      |
| 6  | Tarquinio Provini   | Morini    | 10      |
| 7  | Silvio Grassetti    | Benelli   | 10      |
| 8  | Gary Hocking        | MV Agusta | 8       |
| 9  | Fumio Ito           | Yamaha    | 7       |
| 10 | Luigi Taveri        | Honda     | 6       |

| 11 | Alan Shepherd     | MZ     | 6 |
|    | František Šťastný | Jawa   | 6 |
| 13 | Ernst Degner      | MZ     | 3 |
|    | Sadao Shimazaki   | Honda  | 3 |
| 15 | Hans Fischer      | MZ     | 3 |
| 16 | Naomi Taniguchi   | Honda  | 2 |
| 17 | Dan Shorey        | NSU    | 1 |
|    | Yoshikazu Sunako  | Yamaha | 1 |
|    | Werner Musiol     | MZ     | 1 |

(Punkte in Klammern inklusive Streichresultate)

### Konstrukteurswertung
| 1 | Honda     | 60 (96) |
| 2 | Morini    | 10      |
| 3 | Benelli   | 10      |
| 4 | MZ        | 9       |
| 5 | MV Agusta | 8       |
| 6 | Yamaha    | 7       |
| 7 | Jawa      | 6       |
| 8 | NSU       | 1       |

## 125-cm³-Klasse

### Rennergebnisse
|    | Datum  | Rennen                 | Strecke           | Platz 1             | Platz 2             | Platz 3             | Schn. Rennrunde              |
| -- | ------ | ---------------------- | ----------------- | ------------------- | ------------------- | ------------------- | ---------------------------- |
| 1  | 23.04. | 11. GP von Spanien     | Montjuïc          | Tom Phillis         | Ernst Degner        | Jim Redman          | Mike Hailwood                |
| 2  | 14.05. | 25. GP von Deutschland | Hockenheim        | Ernst Degner        | Alan Shepherd       | Walter Brehme       | Ernst Degner                 |
| 3  | 21.05. | GP von Frankreich      | Clermont-Ferrand  | Tom Phillis         | Ernst Degner        | Jim Redman          | Tom Phillis und Ernst Degner |
| 4  | 16.05. | 43. Isle of Man TT     | Mountain Course   | Mike Hailwood       | Luigi Taveri        | Tom Phillis         | Luigi Taveri                 |
| 5  | 24.06. | 31. Dutch TT           | Assen             | Tom Phillis         | Jim Redman          | Alan Shepherd       | Tom Phillis                  |
| 6  | 02.07. | 34. GP von Belgien     | Spa-Francorchamps | Luigi Taveri        | Tom Phillis         | Jim Redman          | Tom Phillis                  |
| 7  | 30.07. | 4. GP der DDR          | Sachsenring       | Ernst Degner        | Tom Phillis         | Kunimitsu Takahashi | Kunimitsu Takahashi          |
| 8  | 12.08. | 33. Ulster GP          | Dundrod           | Kunimitsu Takahashi | Ernst Degner        | Tom Phillis         | Tom Phillis                  |
| 9  | 03.09. | 39. GP der Nationen    | Monza             | Ernst Degner        | Teisuke Tanaka      | Luigi Taveri        | Tom Phillis                  |
| 10 | 17.09. | GP von Schweden        | Kristianstad      | Luigi Taveri        | Kunimitsu Takahashi | Jim Redman          | Luigi Taveri                 |
| 11 | 15.10. | GP von Argentinien     | Buenos Aires      | Tom Phillis         | Jim Redman          | Kunimitsu Takahashi | Tom Phillis                  |

### Fahrerwertung
| 1  | Tom Phillis         | Honda       | 44 (56) |
| 2  | Ernst Degner        | MZ          | 42 (45) |
| 3  | Luigi Taveri        | Honda       | 29 (31) |
| 4  | Jim Redman          | Honda       | 28 (37) |
| 5  | Kunimitsu Takahashi | Honda       | 24      |
| 6  | Mike Hailwood       | EMC / Honda | 16      |
| 7  | Alan Shepherd       | MZ          | 12      |
| 8  | Walter Brehme       | MZ          | 7       |
| 9  | Teisuke Tanaka      | Honda       | 6       |
| 10 | Sadao Shimazaki     | Honda       | 5       |
|    | Werner Musiol       | MZ          | 5       |

| 12 | Hans Fischer        | MZ      | 3 |
|    | Phil Read           | EMC     | 3 |
|    | László Szabó        | MZ      | 3 |
| 15 | John Grace          | Bultaco | 2 |
|    | Ulf Svensson        | Ducati  | 2 |
|    | Naomi Taniguchi     | Honda   | 2 |
| 18 | Rex Avery           | EMC     | 2 |
| 19 | Ricardo Quintanilla | Bultaco | 1 |
|    | Ralph Rensen (†)    | Bultaco | 1 |
|    | Héctor Pochettino   | Bultaco | 1 |

(Punkte in Klammern inklusive Streichresultate)

### Konstrukteurswertung
| 1 | Honda   | 48 (74) |
| 2 | MZ      | 42 (52) |
| 3 | EMC     | 10      |
| 4 | Bultaco | 4       |
| 5 | Ducati  | 2       |

(Punkte in Klammern inklusive Streichresultate)

## Gespanne (500 cm³)

### Rennergebnisse
|   | Datum  | Rennen                 | Strecke           | Platz 1                             | Platz 2                             | Platz 3                      | Schn. Rennrunde                     |
| - | ------ | ---------------------- | ----------------- | ----------------------------------- | ----------------------------------- | ---------------------------- | ----------------------------------- |
| 1 | 23.04. | 11. GP von Spanien     | Montjuïc          | Helmut Fath / Alfred Wohlgemuth     | Fritz Scheidegger / Horst Burkhardt | Edgar Strub / Kurt Huber     | Helmut Fath / Alfred Wohlgemuth     |
| 2 | 14.05. | 25. GP von Deutschland | Hockenheim        | Max Deubel / Emil Hörner            | Fritz Scheidegger / Horst Burkhardt | Otto Kölle / Dieter Hess     | Max Deubel / Emil Hörner            |
| 3 | 21.05. | GP von Frankreich      | Clermont-Ferrand  | Fritz Scheidegger / Horst Burkhardt | Max Deubel / Emil Hörner            | Edgar Strub / Kurt Huber     | Fritz Scheidegger / Horst Burkhardt |
| 4 | 16.05. | 43. Isle of Man TT     | Mountain Course   | Max Deubel / Emil Hörner            | Fritz Scheidegger / Horst Burkhardt | Pip Harris / Ray Campbell    | Max Deubel / Emil Hörner            |
| 5 | 24.06. | 31. Dutch TT           | Assen             | Max Deubel / Emil Hörner            | Edgar Strub / Kurt Huber            | Jackie Beeton / Eddie Bulgin | Max Deubel / Emil Hörner            |
| 6 | 02.07. | 34. GP von Belgien     | Spa-Francorchamps | Fritz Scheidegger / Horst Burkhardt | Max Deubel / Emil Hörner            | Pip Harris / Ray Campbell    | Fritz Scheidegger / Horst Burkhardt |

### Fahrerwertung
| 1  | Max Deubel            | Emil Hörner                                            | BMW       | 30 (36) |
| 2  | Fritz Scheidegger     | Horst Burkhardt                                        | BMW       | 28 (34) |
| 3  | Edgar Strub           | Kurt Huber                                             | BMW       | 14      |
| 4  | August Rohsiepe       | Lothar Böttcher                                        | BMW       | 10 (11) |
| 5  | Otto Kölle            | Dieter Hess                                            | BMW       | 9       |
| 6  | Arsenius Butscher     | Manfred Ludwigkeit, Alfred Schmidt bzw. Erika Butscher | BMW       | 9       |
| 7  | Helmut Fath           | Alfred Wohlgemuth (†)                                  | BMW       | 8       |
| 8  | Pip Harris            | Ray Campbell                                           | BMW       | 8       |
| 9  | Jackie Beeton         | Eddie Bulgin                                           | Norton    | 4       |
| 10 | Heinz Luthringshauser | Heiner Vester                                          | BMW       | 2       |
|    | Charlie Freeman       | Billie Nelson                                          | Norton    | 2       |
|    | Henry Curchod         | Roland Föll bzw. Armand Beyeler                        | BMW       | 2       |
|    | Chris Vincent         | John Thornton                                          | BSA       | 2       |
| 14 | Jo Rogliardo          | Marcel Godillot                                        | BMW       | 1       |
|    | Loni Neußner          | Fritz Reitmaier                                        | BMW       | 1       |
| 16 | Colin Seeley          | Wally Rawlings                                         | Matchless | 1       |

(Punkte in Klammern inklusive Streichresultate)

### Konstrukteurswertung
| 1 | BMW       | 32 (48) |
| 2 | Norton    | 6       |
| 3 | BSA       | 2       |
| 4 | Matchless | 1       |

(Punkte in Klammern inklusive Streichresultate)